# Moschea Turkmenbashi Ruhy
La moschea Türkmenbaşy Ruhy (in turkmeno: Türkmenbaşy Ruhy Metjidi), o moschea di Gypjak, è la principale moschea dei Kipchak, in Turkmenistan.

## Storia
Moschea principale del Turkmenistan, la più grande in Asia centrale, ha la più grande cupola di moschea nel mondo. Intitolata in onore di Saparmyrat Nyýazow, fondatore e primo presidente del Turkmenistan. La moschea è stata inaugurata ufficialmente nel 2004.